# Adnan Yüksel
Adnan Yüksel (* 6. April 1962 in Istanbul) ist ein türkischer Karambolagespieler im Dreiband und Gewinner des Dreiband-Weltcups.

## Karriere
Yüksel gehört, wie Serdar Gümüş, zur älteren Garde des türkischen Billardsports, die erst in einem Alter von über 40 Jahren internationale Erfolge erzielen konnte. Seinen ersten internationalen Auftritt hatte er 1999 bei der Dreiband-Weltmeisterschaft im kolumbianischen Bogota gemeinsam mit Semih Saygıner. Dort schloss er die Gruppenphase mit einem 2. Platz hinter dem Deutschen Christian Rudolph ab und zog in die Finalrunde ein. Im Achtelfinale unterlag er dann dem mehrfachen Weltmeister Torbjörn Blomdahl aus Schweden klar mit 0:3. Von da an nahm er regelmäßig an den Weltcup-Turnieren teil, wo er dann 2006 im niederländischen Sluiskil die Silbermedaille gewann. 2011 konnte er im ägyptischen Hurghada erstmals einen Weltcup gewinnen. Mit seinem Verein „Bahçelievler Belediye Spor Kulübü“ gewann Yüksel gemeinsam mit seinen Teamkollegen Tayfun Taşdemir, Lütfi Çenet und Murat Naci Çoklu 2013 in Schiltigheim und 2015 in Istanbul den Coupe d’Europe. 2015 war sein bisher erfolgreichstes Jahr. Zuerst gewann er mit Taşdemir im Februar die Bronzemedaille bei der Dreiband-Weltmeisterschaft für Nationalmannschaften in Viersen und im Mai erneut Bronze bei der Dreiband-EM in Brandenburg an der Havel, hinter Blomdahl und dem Belgier Eddy Merckx.

### UMB-Sperre 2019
Er unterschrieb im Frühjahr 2019 einen Vertrag bei der neu gegründeten Professional Billiards Association (of Korea) PBA. Da die PBA kein Mitglied der Union Mondiale de Billard (UMB) ist, werden Spieler, die an PBA-Turnieren teilnehmen, mit einer Sperre von einem Jahr je Turnierteilnahme, maximal aber drei Jahren, belegt. Damit endete seine UMB-Spielzeit zum Ende der Saison 2018/19.

## Erfolge
- Dreiband-Weltmeisterschaft für Nationalmannschaften:  2015
- Dreiband-Europameisterschaft:  2015

- Dreiband-Europameisterschaft (Club-Teams):  2013 (Bahcelievler Belediye Spor Kulubu)
- Dreiband-Weltcup:  2011,  2006
- Coupe d’Europe:  2013, 2014